# Muntanya de Can Soms
La Muntanya de Can Soms és una serra situada entre els municipis de Sant Gregori i de Sant Martí de Llémena a la comarca del Gironès, amb una elevació màxima de 330 metres.